# Trasporto passivo

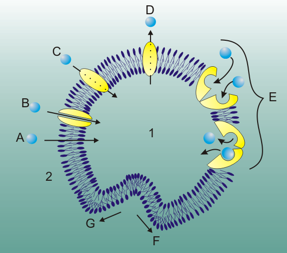
Alcune delle possibilità di movimento di molecole tra citoplasma (1) e spazio extracellulare (2).
Trasporto passivo:
- A. Diffusione semplice
- B. Diffusione facilitata
Trasporto attivo:
D. Trasporto primario (contro gradiente)
C.-E. Trasporto secondario:
- C. Uniporto
- E. Simporto
Esocitosi/Endocitosi:
F.-G. Esocitosi

Il trasporto passivo è una modalità di movimento di sostanze chimiche attraverso membrane biologiche tramite diffusione semplice (molecole idrofobiche o molto piccole molecole polari come l'acqua, l'urea, il glicerolo, l'etanolo e l'indolo) o diffusione facilitata (relativamente grosse molecole polari, come zuccheri semplici quali glucosio, fruttosio, galattosio ecc.) Mentre il trasporto attivo per lo spostamento richiede il rilascio di energia chimica (idrolisi di ATP, catena di trasporto degli elettroni, mitocondri) o l'assorbimento di fotoni (cloroplasti, alobatteri, batteriorodopsina) il trasporto passivo non ne ha bisogno perché si muove secondo gradiente di concentrazione. Sia il trasporto attivo che quello passivo per poter avvenire globalmente riducono l'energia libera e accrescono l'entropia.
La velocità del trasporto passivo è dipendente dalla permeabilità della membrana cellulare che, a sua volta, dipende dalla sua composizione in lipidi e proteine.
I quattro tipi principali di trasporto passivo sono la diffusione semplice, la diffusione facilitata, la filtrazione e l'osmosi.

## Diffusione
La diffusione è il trasporto di materiale da un'area in cui esso è presente ad alta concentrazione verso una a più bassa concentrazione. La differenza di concentrazione tra le due aree è spesso chiamata gradiente di concentrazione. La diffusione continua finché questo gradiente non viene eliminato, per questo il suo lavoro è detto "secondo il gradiente di concentrazione" (al contrario del trasporto attivo, che spesso muove materiale da un'area a bassa concentrazione verso una a più alta concentrazione cioè contro gradiente di concentrazione).
Se e quando il gradiente di concentrazione è stato eliminato, non avviene altro scambio di materiale. Nonostante singole molecole continuino a muoversi da un'area all'altra, i trasferimenti sono bilanciati dai movimenti di altro materiale nella direzione opposta.
La diffusione è fisiologicamente importante perché permette l'abolizione dei gradienti di concentrazione nel corpo. Ad esempio, l'attività metabolica consuma ossigeno, che riduce la propria concentrazione nel sangue; la diffusione di ossigeno attraverso gli alveoli polmonari ne permette però il ripristino.
Esistono due tipi di diffusione: la diffusione semplice e la diffusione facilitata.

## Diffusione facilitata
La diffusione facilitata, detta anche trasporto facilitato, è il movimento di molecole attraverso la membrana cellulare tramite particolari proteine integrate nella membrana cellulare che formano dei canali o che si comportano da carrier. Le molecole polari già relativamente grandi e gli ioni sono insolubili nei lipidi e quindi attraversano con troppa lentezza la zona interna idrofobica della membrana. Gli ioni generalmente passano attraverso i canali ma non sempre, a volte sfruttano i carrier. Le grosse molecole polari per poter attraversare la membrana sfruttano i carrier. I carrier sono proteine che si aprono e si chiudono da una faccia all'altra della membrana, diffondono da una parte all'altra legando rilasciando la molecola o lo ione. A seconda del gradiente di concentrazione, il trasporto netto di sostanza avverrà in un senso o nell'altro: la diffusione facilitata è quindi sempre un processo passivo, che non richiede cioè un dispendio di energia. I pori di membrana della capsula di Bowman (nei reni) sono molto stretti e soltanto l'albumina, la più piccola delle proteine, ha qualche possibilità di filtrare attraverso di essi. D'altra parte i pori di membrana del fegato sono molto ampi, per permettere la metabolizzazione di una grande varietà di soluti.

## Diffusione semplice
La diffusione semplice, detta anche trasporto semplice, è un tipo di passaggio attraverso la membrana cellulare che non richiede l'utilizzo di proteine canale o di proteine carrier. Le sostanze idrofobiche passano con facilità e velocemente attraverso la zona delle catene idrocarburiche del doppio strato lipidico. Piccole molecole polari come l'acqua passano con più difficoltà. Molecole polari più grosse come zuccheri semplici o amminoacidi non riescono a passare nella zona idrofobica se non in tempi troppo lunghi.

## Osmosi
L'osmosi è la diffusione di un solvente attraverso una membrana verso una regione ad alta concentrazione di soluto. Differisce dalla diffusione nel fatto che a muoversi è il solvente e non il soluto, tuttavia segue lo stesso principio per cui si tende a cancellare un gradiente di concentrazione. Negli organismi viventi il solvente è l'acqua e la maggior parte delle membrane cellulari è permeabile all'acqua. In sistemi biologici quindi osmosi significa passaggio di acqua (diffusione di molecole d'acqua). Questo processo ha un ruolo considerevole nella fisiologia di tutti gli esseri viventi.